# Антонова Ольга Сергіївна
Антонова Ольга Сергіївна (рос. Антонова Ольга Сергеевна; 22 грудня 1937, Ленінград, РРФСР, СРСР) — радянська і російська актриса театру і кіно, театральний педагог. Заслужена артистка РРФСР (1980). Народна артистка Російської Федерації (1994). Кавалер ордена Пошани (25.10.2009).

## Життєпис
Народилася у 1937 році в Ленінграді, в родині прозаїка і сценариста С. П. Антонова (1915—1995).
У 1965 році закінчила Ленінградський державний інститут театру, музики і кінематографії (курс Б. В. Зона).
У 1965—2015 рр. — актриса Ленінградського, пізніше — Санкт-Петербурзького театру комедії імені М. П. Акімова.
Трагікомічна актриса емоційно щирої виразності. Знімається в кіно з 1965 р., дебютувала рядом ролей в фільмах-спектаклях, зіграла понад 30 ролей у фільмах і телеспектаклях.
Широка популярність прийшла до актриси після виходу на екрани ліричної комедії реж. П. Фоменка «Майже смішна історія» (1977), де вона зіграла головну роль у дуеті з Михайлом Глузським.
Зіграла головну роль в українській картині реж. Кіри Муратової «Астенічний синдром» (1989). За виконання цієї ролі актриса удостоєна Призу кінофестивалю "Сузір'я. А картина у 1990 р. отримала кінопремію «Ніка» у номінації Найкращий ігровий фільм і Спеціальний приз журі «Срібний ведмідь» (Silver Bear — Special Jury Prize) Берлінського міжнародного кінофестивалю.
Зіграла одну з головних ролей в українській картині «Мої люди» (1990, мати Ернста; реж. Олег Гойда, кіностудія ім. О. Довженка); також грала у російсько-українському серіалі «Охоронці пороку»/рос. «Блюстители порока» (2001, 1-я серія).
Лауреат і номінант ряду російських театральних і кінопремій.
Педагог Санкт-Петербурзької Державної Академії Театрального мистецтва.

## Фестивалі та премії
- 1990 — Кінофестиваль «Сузір'я»: Премія у номінації Найкраща жіноча роль (фільм «Астенічний синдром», 1989)
- 2000 — Вища театральна премія Санкт-Петербурга «Золотий софіт»: Спеціальна премія за роль Анни Керн (спектакль «О ви, які любили…» (1999, реж. Г. Тростянецький, Пушкінський театральний центр, Дім Кочневої)
- 2006 — Вища театральна премія Санкт-Петербурга «Золотий софіт»: «Золотий софіт» за роль Мод (спектакль Г. Козлова «Гарольд і Мод»)

Номінації
- 1990 — Кінопремія «Ніка»: Найкраща роль другого плану (фільм «Астенічний синдром», 1989)[4]
- 1995 — Вища театральна премія Санкт-Петербурга «Золотий софіт»: Найкраща жіноча роль (за роль Філумени в спектаклі «Філумена Мартурано» у постановці В. Титова, Театр Комедії імені Н. П. Акімова)[5]
- 2004 — Вища театральна премія Санкт-Петербурга «Золотий софіт»: Найкраща жіноча роль (за роль Джудіт Блісс у виставі «Сінна лихоманка» у постановці Н. Колотової, Театр «Російська Антреприза» імені Андрія Миронова)[6] та ін.

## Фільмографія
Акторські роботи:
- «Велика котяча казка» (1965, фільм-спектакль, Принцеса)
- «Сон в літню ніч» (1965, фільм-спектакль)
- «Закон п'ятого поверху» (1966, фільм-спектакль)
- «Архімеди XX-го століття» (1969, фільм-спектакль, продавець в книжковому магазині)
- «Її ім'я — Весна» (1969, водій вантажівки)
- «Тім Талер, або Проданий сміх» (1970, фільм-спектакль, покоївка (немає в титрах)
- «Люблю, люблю» (1970, фільм-спектакль, Ніна)
- «Майже смішна історія» (1977, Іларія Павлівна Алсуф'єва; реж. П. Фоменко)
- «Комедія помилок» (1978, Адріана, дружина Антіфола Ефеського)
- «Цей милий старий дім» (1983, фільм-спектакль, Ніна Леонідівна Бегак; реж. Л. Цуцульковський, П. Фоменко)
- «Я не вмію приходити вчасно» (1983, короткометражний, Анна Сергіївна)
- «Пані міністерша»/рос. «Госпожа министерша » (1984, Живка Попович)
- «З днем народження, або Інкогніто» (1987, фільм-спектакль, Розалінда)
- «Урок сольфеджіо» (1987, короткометражний)
- «Астенічний синдром» (1989, Наталія Іванівна; реж. Кіра Муратова, Одеська кіностудія)
- «Мої люди» (1990, мати Ернста; реж. Олег Гойда, кіностудія ім. О. Довженка)
- «Побиття немовлят» (1991, фільм-спектакль)
- «Царевбивця» (1991, імператриця Олександра Федорівна; реж. К. Шахназаров)
- «Мара» (1992, Місіс Стоун; т/ф за повістю Теннессі Вільямса «Римська весна місіс Стоун»)
- «Присутність» (1992, Наталія)
- «Гріх. Історія пристрасті»/рос. «Грехъ. История страсти» (1993, мати Сергія; реж. В. Сергєєв)
- «Прокляття Дюран» (1993, мадам Дюран; реж. В. Титов)
- «Замок» (1994, Господиня трактиру; реж. О. Балабанов)
- «Незабудки» (1994, Єлизавета Сергіївна; реж. Л. Куліджанов)
- «Поживемо — побачимо» (1996)
- «Російський бунт» (2000, Катерина II; реж. О. Прошкін)
- «Охоронці пороку»/рос. «Блюстители порока» (2001, 1-я серія, Шнайдер; Росія—Україна)
- «Вулиці розбитих ліхтарів-4» (2002, т/с, Зоя Івлєва)
- «Панове присяжні» (2005, т/с)
- «Зимовий вітер» (2006)
- «Пером і шпагою» (2007, т/с, служниця)
- «Селище» (2008, Агрофіна)
- «Відрімасгор, або Історія мого космосу»/рос. «Видримасгор, или История моего космоса» (2009, Софія Кузьмівна) та ін.

Участь у фільмах:
- «Фома. Поцілунок через скло» (2007, документальний)
- «Читаємо Блокадну книгу» (2009, документальний, реж. О. Сокуров)

## Спектаклі
(російською мовою)

### Ролі в Санкт-Петербурзькому академічному театрі комедії імені М.П.Акімова
- 1965 — «Гусиное перо»
- 1965 — «Разорванный рубль»
- 1965 — «Инкогнито»
- 1965 — «Физики»
- 1965 — «Дон Жуан»
- 1966 — «Тень» Е. Л. Шварца — Аннунциата
- 1967 — «Звонок в пустую квартиру»
- 1970 — «Мы бомбили Ньюхейвен»
- 1974 — «Концерт для…» М. Жванецкий
- 1980 — «Квартет»
- 1980 — «Льстец» К. Гольдони
- 1982 — «Комната» — Альбина
- 1984 — «Синее небо, а в нём облака» В. Арро
- 1992 — «Цыганка мне сказала…»
- 1972 — «Тележка с яблоками»
- 1972 — «Этот милый старый дом» А. Арбузов — Нина Бегак
- 1973 — «Троянской войны не будет» Ж. Жироду — Елена
- 1974 — «Старый Новый год» М. Рощин — Инна
- 1974 — «Цилиндр»
- 1975 — «Мизантроп» Ж-Б. Мольер — Селимена
- 1976 — «Сваха»
- 1976 — «Варлам, сын Захария»
- 1977 — «Сослуживцы» Э. Брагинский — Верочка
- 1978 — «Свадьба-юбилей»
- 1979 — «Всё будет хорошо» С.Злотников
- 1986 — «Бешеные деньги» А. Н. Островского — Чебоксарова
- 1986 — «Всё о Еве» М. Орр, Р. Дэикем — Марго
- 1993 — «Филумена Мартурано» Э. де Филиппо — Филумена
- 1996 — «Мужчины в её жизни» С. Берман — Мэрион Фруд
- 2006 — «Гарольд и Мод» К. Хиггинс и Ж.-К. Каррьер — Мод

### На сцені Театру Ленсовета
- 1988 — «Любовь до гроба»

### Театр «Притулок комедіанта»
- 1998 — «Старомодная комедия» А. Н. Арбузова — Лидия Васильевна Жербер
- 1999 — «Недосягаемая», по пьесе С. Моэма — Каролина Эшли
- 2007 — «Пат, или Игра королей», по пьесе П. Когоута — Эльза
- 2018 — «Толстого нет», по пьесе Ольги Погодиной-Кузминой — Софья Андреевна

### Санкт-Петербурзький театр «Російська антреприза» ім. Андрія Миронова
- 2003 — «Сенная лихорадка» Ноэль Коуард — Джудит Блисс
- 2009 — «Исхитрилась, или Плоды просвещения» Л. Н. Толстой — Анна Павловна Звездинцева

### В інших театрах
- 1999 — Анна Керн — «О вы, которые любили…», реж. Г. Тростянецкий[7] / Пушкинский театральный центр, Дом Кочневой
- 2000 — Вера — «Голу́бки», по пьесе Полы Вогил/Paula Vogel «Древнейшая профессия» (англ. «The Oldest Profession»), реж. Вячеслав Долгачёв / «ТеатрДом»
- 2000 — Опал Кронки — «Все любят Опал», по пьесе Джона Патрика, реж. Игорь Коняев/«ТеатрДом»